# Die Siedler – Aufbruch der Kulturen
Die Siedler: Aufbruch der Kulturen ist ein Aufbauspiel mit Elementen eines Echtzeit-Strategiespieles, welches von Funatics entwickelt und 2008 von Ubisoft für Microsoft Windows veröffentlicht wurde. Es zählt zur sogenannten Traditionsreihe und setzt auf das klassische Gameplay von Die Siedler II – Die nächste Generation.

## Spielprinzip
Der Spieler kann zwischen den 3 Völkern der Bajuwaren, Schotten und Ägypter wählen, die eine individuelle Spielweise, eigene Logistik und Ressourcenanforderung besitzen. Neu im Vergleich zu dem bekannten Regelwerk ist ein System, bei dem Waren den Göttern geopfert werden können, um selber wirtschaftliche Vorteile zu erhalten oder den Gegner zu schwächen. Das Militär umfasst Nah- und Fernkämpfer sowie Katapulte. In einer Online-Lobby konnten mittels Avataren Minispiele absolviert werden und Mehrspielerpartien eingerichtet werden. Die Spielwelt umfasst Wüsten, Bergregionen sowie die schottischen Highlands.

## Entwicklung
Erklärtes Designziel war es das zwiespältige Echo der Vorgänger durch eine gezielte Aufspaltung in eine Evolutions- und Traditionsreihe zu besänftigen. Die traditionellen Siedler Spiele sollten das Regelwerk älterer Siedlerteile aufgreifen. Auf der Basis von Die Siedler II – Die nächste Generation wurde überlegt was verbessert werden kann. Tests mit Spielern, die vorherige Teile nicht kannten und insbesondere Tester aus dem englischsprachigen Ausland klagten über Probleme bei der Zugänglichkeit. Die Design-Entscheidung das Militär nur indirekt steuerbar zu halten war ein gezielter Schritt im Bewahren der ursprünglich Spielregeln. In die Kampagne wurden auch Nebenaufgaben eingebaut. Die neuen Völker waren gezielt nach internationaler Bekanntheit wie dem Oktoberfest der Bajuwaren oder dem Kinofilm Braveheart über die Schotten ausgesucht. Das Investment in die Online-Lobby wurde an den Spielerzahlen festgemacht. Die Grafik-Engine aus Die Siedler II – Die nächste Generation wurde wiederverwendet.

## Rezeption
Das Spiel sei etwas für Siedler-Fans der ersten Stunde. Die unübersichtliche Benutzeroberfläche, fehlende Zugänglichkeit und inkonsequentes Missions-Design wurde kritisiert. Die Story sei weder spannend noch unterhaltsam, die Präsentation schwach, der Spielfluss zu oft unterbrochen. Positiv sei, dass die Völker spielerisch nicht identisch sind und der Wuselfaktor hoch sei. Der Feinschliff im Wirtschaftssystem zahle sich aus. Im Gameplay trete hingegen oft Leerlauf auf, dem der Spieler nur durch Erhöhung der Spielgeschwindigkeit begegnen kann. Das erweiterte Militärsystem sei immer noch starr und enttäuschend. Im Mehrspielermodus fehle der LAN-Modus. Für PC Games sei Aufbruch der Kulturen ein stimmiges Aufbauspiel, dem man sein niedriges Budget jedoch ansehe. GameStar bemängelte eine nicht durchdachte Steuerung und das Fehlen von Tutorials.